# La Condená
La Condená es el nombre con el cual se describe a un ser maligno femenino de la mitología chilota en Chile.

## Apariencia
La Condená se describe como una mujer de mediana edad de alrededor de cuarenta a cincuenta años; que durante su juventud fue muy hermosa, pero por causa de su mala vida está condenada a llevar una forma humana que representa una mezcla grotesca de lo insinuante y bello, junto a lo grotesco y malo, que el ser humano obtiene al llevar una vida licenciosa y disipada.

## Leyenda
Los habitantes de Chiloé cuentan en sus leyendas que la Condená es consecuencia de los placeres desenfrenados y los vicios, que traen consigo la degradación moral encarnados en una mujer de vida licenciosa y disipada. De esta mujer, cuyo nombre el pueblo chilote olvidó con el paso del tiempo, se dice que en su juventud producto de su belleza y la comodidad económica que su familia le brindaba sólo se dedicó a llevar una vida desenfrenada y llena de vicios. Producto de estas perversiones y excesos de toda índole atrajo el espíritu del mal, que al verla logró despertar esos vicios como un ser maligno reflejado y encarnado en el cuerpo de esta mujer, transformándose de esta forma en la criatura horripilante que representa este tipo de vida. Como los habitantes de las islas conocían las razones que la llevaron a este cambio en su apariencia, y como ella no tuvo ningún arrepentimiento de sus actos, se le condenó a vagar por todos los caminos, arrastrando consigo las culpas de haber tenido una existencia licenciosa e inmoral. 
Como el mal atrae más mal, y además como la Condená deseaba propagar sus vicios, ella logró atraer la atención del Trauco para tener relaciones con él. De esta forma, la Condená logró que germinara en ella la semilla de la perversión de sus actos; y se le conozca más como la madre de la Fiura la cual es esposa de su padre el Trauco.

## La palabra condená
La palabra condená, es un sinónimo de la palabra condenada, que es usada para referirse a personas, que se apartan de una conducta moral y vida adecuada; y que además no hacen caso de su conciencia o los consejos de sus amigos y familiares que le señalan el camino a una vida correcta.